# Dark Shadows
Dark Shadows är en amerikansk komedifilm från 2012, regisserad av Tim Burton. Huvudrollen i filmen spelas av Johnny Depp. Filmkaraktärerna bygger på den amerikanska tv-serien Dark Shadows som sändes åren 1966-1971 på tv-kanalen ABC.

## Handling
Filmen berättar historien om en 200 år gammal vampyr och dennes dysfunktionella ättlingar. Barnabas Collins (Johnny Depp) lever livet som bekymmerslös, rik playboy tills den dag han krossar den unga häxan Angelique Bouchards (Eva Green) hjärta. I vrede förvandlar hon honom till en vampyr och begraver honom levande.
200 år senare befrias Barnabas av en slump ur sin grav. Han återvänder till familjens egendom, Collinwood Manor, bara för att finna att hans en gång storslagna hem är i ruiner och att hans ättlingar inte är i mycket bättre skick än huset.

## Rollista
- Johnny Depp – Barnabas Collins
- Michelle Pfeiffer – Elizabeth Collins Stoddard
- Helena Bonham Carter – Dr. Julia Hoffman
- Eva Green – Angelique Bouchard
- Jackie Earle Haley – Willie Loomis
- Jonny Lee Miller – Roger Collins
- Chloë Grace Moretz – Carolyn Stoddard
- Bella Heathcote – Victoria "Vicky" Winters/Maggie Evans / Josette du Pres
- Gully McGrath – David Collins
- Alice Cooper – sig själv
- Ray Shirley – Mrs. Johnson
- Christopher Lee – Silas Clarney
- Ivan Kaye – Joshua Collins
- Susanna Cappellaro – Naomi Collins